# 첨위
첨위(僉尉)는 조선 시대의 관직이다. 의빈부 소속으로 정·종 3품이며, 현주와 결혼한 의빈(儀賓) 중에서 선발하였다. 1484년 이후 첨빈(僉賓)에서 첨위가 되었다.